# Schlacht am Schipkapass
Zimnicea – 
Nikopol – 1. Schipkapass  –  Elena – 2. Schipkapass – Plewen – Lowetsch – 3. Schipkapass – Zivin – Kızıl Tepe – Aladscha – Gorni-Dubnik – Kars – Taschkesen – 4. Schipkapass – Plowdiw
Als Schlacht am Schipkapass, auch Schlacht von Schipka genannt, werden mehrere Schlachten bezeichnet, die zwischen Sommer 1877 und Frühjahr 1878 im Zuge des Russisch-Osmanischen Krieges von 1877–1878 geführt wurden. Die Schlachten fanden am Schipkapass statt, im zentralen Teil des Balkangebirges unweit der Stadt Schipka im heutigen Bulgarien.

## Lage

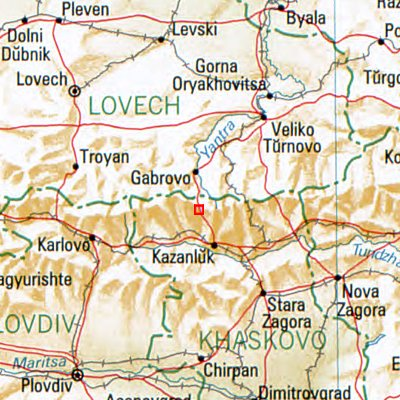
Schipkapass (rotes Viereck)

Das Balkangebirge erstreckt sich über 600 km in Ost-West-Richtung durch das heutige Bulgarien und Serbien. Für einen Feldzug gegen die Hauptstadt des Osmanischen Reiches mussten die russischen Truppen unbedingt die Balkanpässe überqueren.
Der Schipkapass ist ein Knotenpunkt zwischen Nord- und Südbulgarien an der Grenze der Regionen Lowetsch und Kaschkowo beziehungsweise den Städten Gabrowo in Nordbulgarien und Kasanlak in Südbulgarien. Kasanlak wurde im 14. Jahrhundert sogar eigens zum Schutz des Passes gegründet. Die über den Pass verlaufende Straße wurde bereits in früheren Jahrtausenden angelegt und verbindet Thrakien mit der Donauebene.
In unmittelbarer Nähe zum Schipkapass verläuft heute die Europastraße 85 und zweigen die nach Plewen, Lowetsch, Sewliewo, Russe über Weliko Tarnowo und Schumen nach Edirne (heute Türkei) führenden Verkehrswege ab. Die relativ gut ausgebaute Passstraße ist leicht passierbar und verkehrsmäßig, vor allem jedoch militärisch, von hoher strategischer Bedeutung.

## Vorgeschichte

Mahnmal am Schipkapass

Im Zuge der Russisch-Osmanischen Krieges (1877–1878) gelang es den vordersten russischen Truppen, geführt von General Gurko, am 7. Juli 1877 die Stadt Weliko Tarnowo auf der Nordseite des Balkangebirges einzunehmen. Die Stadt hat eine strategische Schlüsselposition, da sie im mittleren Teil Nordbulgariens lag (damals Vilâyet Tuna) und nördlich des Balkangebirges in der Nähe mehrere Pässe des zentralen Balkangebirges. Dadurch sicherte Gurko seinen Truppen (rund 12.500 Soldaten mit 40 Geschützen, unterstützt durch bulgarische Freiwillige) einen wichtigen Stützpunkt für weitere Angriffe auf der Südseite des Gebirges in Richtung Thrakien. Alle größeren und wichtigeren Pässe des Balkangebirges wurden jedoch von osmanischen Truppen bewacht. Deshalb beschloss Gurko, seinen Vormarsch nach Stara Sagora und über den kleineren, unbewachten Balkanpass Chainboas fortzusetzen.

## Schlachtverlauf

### Erste Schlacht

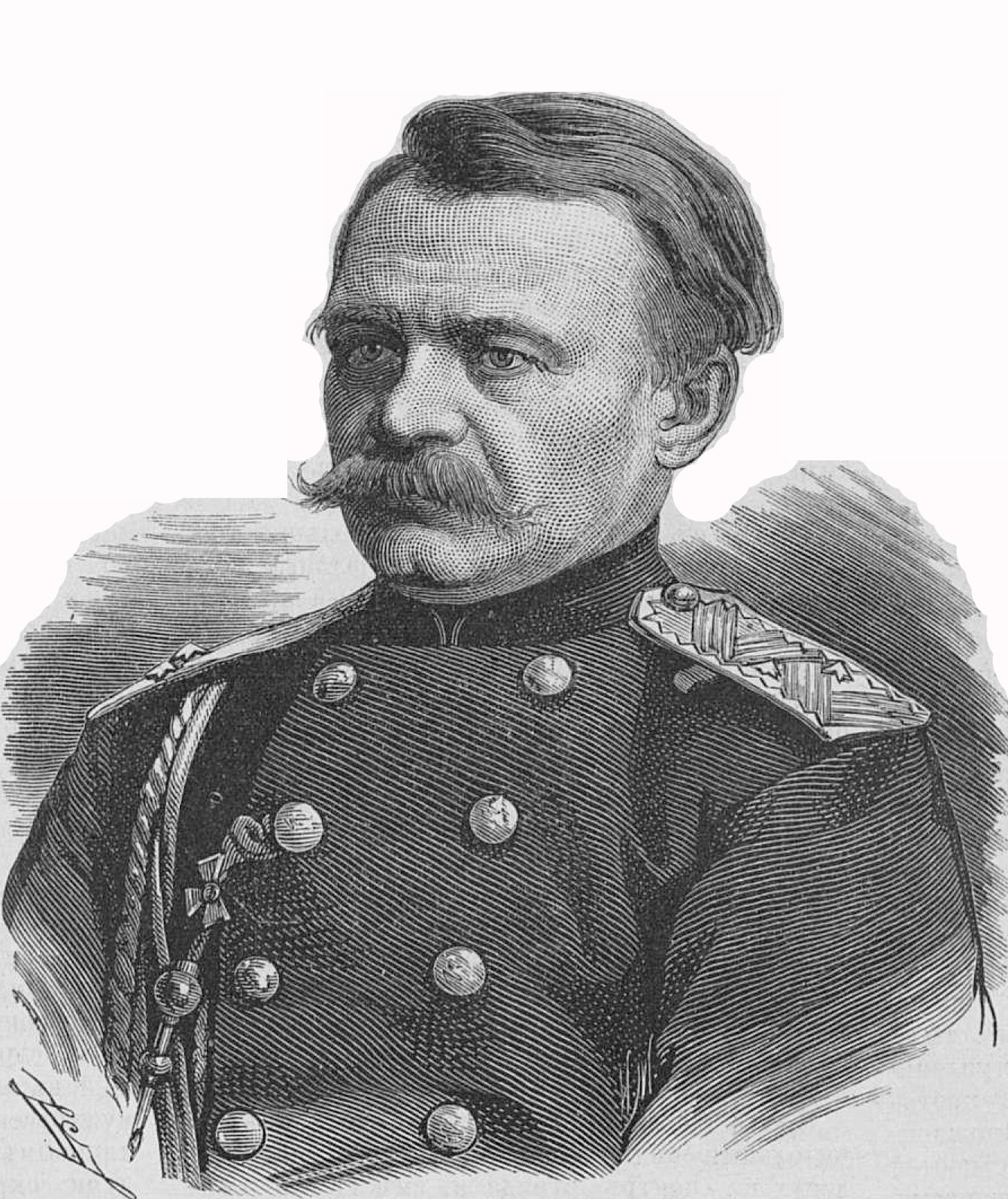
General Nikolai Stoletow

Gurko umging die zentrale Balkanstraße, indem seine Truppen ab 13. Juli durch den Pass von Hainkoi über das Gebirge vorgingen und nach mehreren Gefechten am 17. Juli Kasanlak im breiten Tschundschatal besetzten. Von hier aus griff er, unterstützt von dem aus dem Raum Grabowo herankommenden General V. F. Deroschinski die türkische Verteidigung am Schipkapass von Norden und Süden gleichzeitig an. Unterstützt durch bulgarische Freiwillige konnten Gurkos Truppen den Schipkapass zwischen 17. und 19. Juli 1877 besetzen und den südlichen Ausgang befestigen.
Die Verteidigung des Schipkapasses wurde dem Generalmajor N. G. Stoletow anvertraut, der von dem noch in Weliko Tarnowo konzentrierten russischen VIII. Armeekorps unter General Fjodor Radezki Nachschub und Verstärkung erhielt. Der Pass wurde anfangs von nur 10 Kompanien des 36. Orlowski-Infanterieregiments, 4 Kosaken-Hundertschaften, sowie den ersten 5 Kompanien des bulgarischen Freiwilligen-Korps verteidigt. Das ergab auf russischer Seite etwa 7.500 Mann (davon 5.500 Bulgaren) und 25 Kanonen. Während der ganzen folgenden Verteidigung am Schipka-Passes war das kleine Städtchen Gabrowo von russischen und unterstützenden bulgarischen Milizkräften überlaufen. Die Straßen waren voll mit Waggons, und am Stadtrand wurden Unterstände ausgehoben und Krankenhäuser eingerichtet.
Am 22. Juli nahm General Gurko mit seinen Truppen Stara Sagora ein, womit ein weiterer Brückenkopf über das Balkangebirge geschaffen wurde. Die Stadt wurde aber nach schweren, blutigen Kämpfen am 31. Juli von den Türken unter dem türkischen Feldherren Süleiman Pascha zurückerobert. Die Türken setzten den geschlagenen Truppen Gurkos nach, der sich bis 8. August
durch den Hainkioi-Pass wieder nach Tarnowo zurückziehen musste.

### Die große Zweite Schlacht

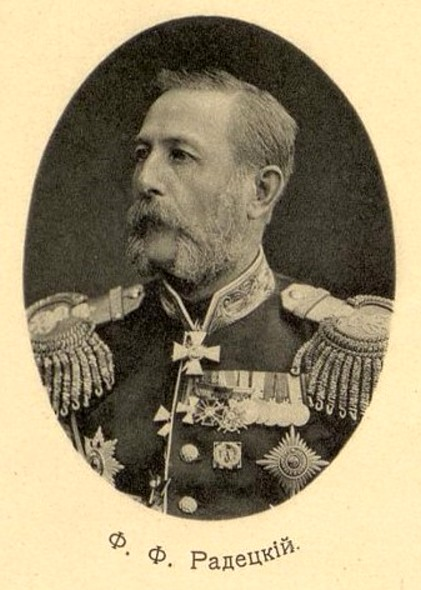
Generalleutnant Fjodor Radezki, Kommandeur des VIII. Armeekorps

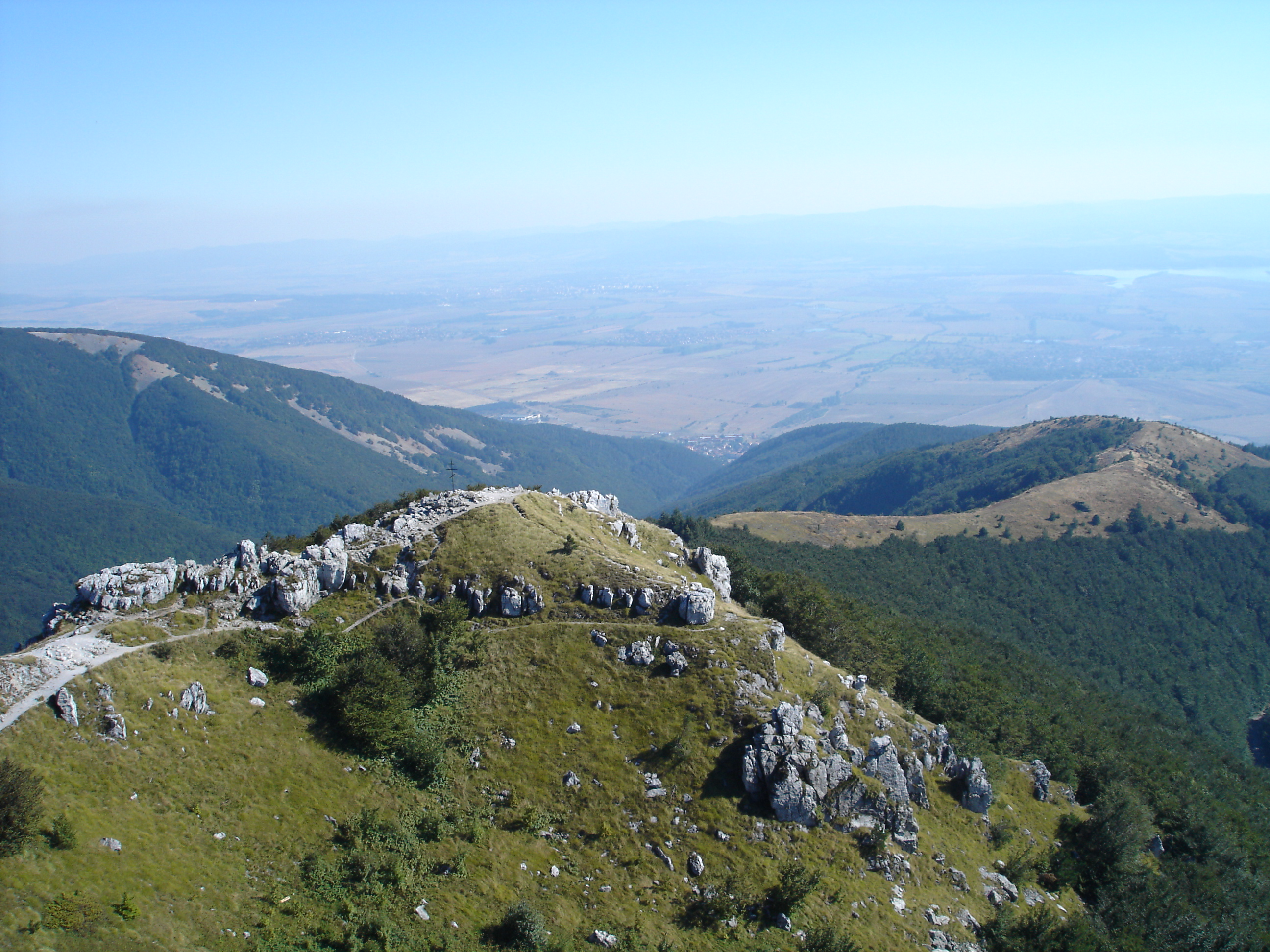
Der Gipfel Orlowo gnesdo

Nach der Rücknahme von Kasanlak und des Dorfes Schipka am 19. August, wandten sich die türkischen Truppen von Süleiman Pascha dem fünf Kilometer entfernten strategisch wichtigen Schipkapass zu, um das Balkangebirge Richtung Norden zu überqueren und den eingekesselten Truppen Osman Paschas bei Plewen zu Hilfe zu kommen. Als General Radezki am 20. August vom Vordringen starker türkischer Kräfte erfuhr, brach er mit seinen ganzen Korps zur Unterstützung Stoletows auf. Am 21. August 1877 begann der türkische Angriff auf die russischen Verteidigungsstellungen. Truppen unter Shakir-Pascha kamen aus dem Süden, die Einheiten von Rejab-Pascha griffen aus dem Osten an. Süleiman Pascha hatte keinen größeren Widerstand erwartet und wollte die höchsten Punkte des Schipkapasses, die Gipfel Sweti Nikola (1.327 m), Schipka (1.335 m) und Orlowo gnesdo, einnehmen. Er bot gegen die Verteidiger des Passes 49 Bataillone, 1300 Mann Kavallerie und 2 Gebirgsbatterien auf. Die türkische Seite verfügte damit über etwa 27.000 Mann und 60 Kanonen und hatte auch die moderneren Waffen. Bis zum Abend wurden zwölf erfolglose Angriffe durchgeführt.
Am 22. August versuchte Süleiman Pascha die russischen Stellungen zu umgehen. Aber auch die danach folgenden Angriffe blieben ohne Erfolg für die Türken. Am zweiten Tag wurden die Russen bereits durch Truppen aus dem 35. Brjansker-Infanterieregiment verstärkt. Am 23. August ließ Süleiman Pascha zum Sturm blasen, warf alle seine Reserven in den Kampf und befahl ununterbrochene Angriffe, welche bis in die Nacht anhielten. Die Aufmerksamkeit der Verteidiger sollte durch Scheinattacken abgelenkt werden. Die Verteidiger hielten in erbitterten und verlustreichen Kämpfen stand, obwohl sie weder genügend Munition noch Wasservorräte hatten. Gegen 17 Uhr traf auf russischer Seite ein Bataillon zur Verstärkung ein.
Die darauffolgende Nacht zum 24. August markierte den Wendepunkt der Schlacht, die Reserven des VIII. Korps trafen über Grabowo auf den Pass ein. Am Morgen des 24. August erschien General Dragomirow mit dem führenden Regiment (Nr. 56) seiner 14. Infanterie-Division, das am Vortag einen Gewaltmarsch vollzogen hatte. Ein Bataillon wurde sofort an den westlichen Abschnitt geschickt um die dortigen Linien zu verstärken.

### Dritte Schlacht
Ein zweiter Angriff der Türken zur Einnahme des Schipkapasses erfolgte nach viertägigem Bombardement am 17. September 1877 und misslang ebenfalls.
Die Türken mussten sich auf die Beobachtung und gelegentliche Kanonade der russischen Stellung beschränken, bis die Russen Anfang Januar 1878 wieder zum Angriff übergingen.

### Vierte Schlacht

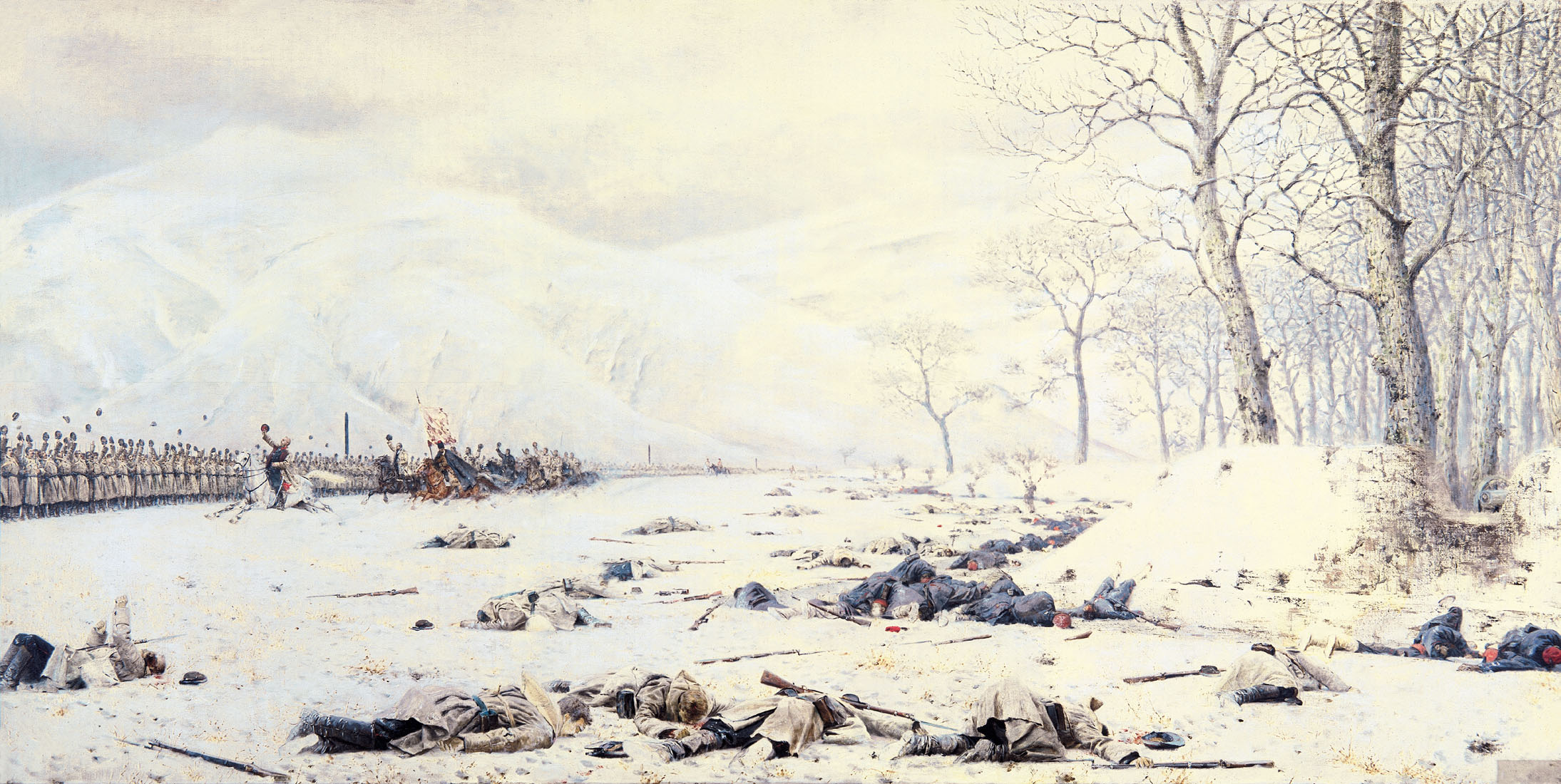
W. W. Wereschtschagin: Winterliches Schlachtfeld nahe Schipka

Die führende zentrale Gruppe unter Generalleutnant Radezki begann am 5. Januar 1878 den Angriff. Die Ankunft von General Skobelew mit der 16. und 30. Division und die 3. und 4. Schützen-Brigaden bei Gabrowa Anfang Januar hatten General Radezki auf 74 Bataillone mit etwa 56.000 Mann verstärkt. Die von den Türken gehaltene Stellung hatte einen Umfang von etwa 7,5 km und bestand aus 14 Redouten, dazwischen lagen gut ausgebaute Infanteriegräben. Vom 5. bis 9. Januar 1878 kam es zur letzten Schlacht. Die im Rücken der türkischen Verteidigung vorgehende russische Westarmee unter General Gurko zwang zur Aufgabe der Stellung. Bis zum 9. Januar wurde nach heftigem Kampf in der Schlacht bei Scheinowo (8. und 9. Januar 1878) die ganze türkische Armee (32.000 Mann) unter Veysel Pasha gefangen genommen und die Russen setzten ihren Vormarsch Richtung Konstantinopel fort.

## Folgen
Die Schlachten am Schipkapass waren militärisch weniger bedeutend als die Schlacht von Plewen, jedoch stoppten sie den Versuch der Osmanen, den eingekesselten Truppen bei Plewen zu Hilfe zu kommen. Nachdem Plewen Anfang Dezember 1877 in russische Hände gefallen war, konnten die Russen ihre Hauptkräfte am Schipkapass (5.–9. Januar 1878) einsetzen und ihren Vormarsch Richtung Thrakien fortführen. Vor allem die Augustschlacht ist, auch wegen der Teilnahme des bulgarischen Freiwilligen-Korps, tief im bulgarischen Nationalbewusstsein als der entscheidende Kampf für die Befreiung Bulgariens vom „türkischen Joch“ verankert geblieben.

## Medien

### Filmografie
- Es gibt einen im Auftrag der sowjetischen Filmgesellschaft im Jahr 1954 hergestellten vierteiligen Film, der die Kämpfe am Schipkapass in einer Filmhandlung glorifiziert, schließlich spielten die Russen hier eine bedeutende Rolle bei der Befreiung Osteuropas von der Türkenherrschaft: Die Helden vom Schipkapass (Геройте на шипка);
- Unter dem Titel Entscheidung am Schipka-Paß findet sich ein weiterer Film, der als Koproduktion Bulgarien – Sowjetunion im Jahr 1978 gedreht wurde.
- Über den heldenhaften Sieg entstand das Lied Wie wir in den Wolken bei Shipka standen (rus. Как мы стояли у Шипки в облаках), bei Youtube

### Belletristik
- Adda von Liliencron: Wera Paulowna oder die Entscheidung im Schipka-Paß. Christlicher Zeitschriftenverlag, Berlin 1896.
- Iwan Wasow: Die Landwehrsoldaten auf Schipka im Poem Epopöe der Vergessenen